# MercedesCup 2016
MercedesCup 2016 — тенісний турнір, що проходив на трав'яних кортах у місті Штутгарт, Німеччина з 6 червня. Належав до категорії ATP World Tour 250.

## Фінальна частина

### Одиночний розряд
Домінік Тім —  Філіпп Кольшрайбер 6–7(2–7), 6–4, 6–4

### Парний розряд
Маркус Даніелл /  Артем Сітак —  Олівер Марах /  Фабріс Мартен 6–7(4–7), 6–4, [10–8]